# Chanticleer
Chanticleer è un ensemble vocale statunitense di San Francisco che esegue musiche rinascimentali ma anche jazz e gospel tanto da aver ottenuto l'appellativo di orchestra di voci.

## Storia
Costituito a San Francisco nel 1978 dal tenore Louis Botto, che cantò nel gruppo fino al 1989 e fu il suo direttore artistico fino alla morte avvenuta nel 1997, allo scopo di eseguire musiche medioevali e rinascimentali che Botto aveva studiato  senza poterle  eseguire.  Il coro era di sole voci maschili in quanto all'epoca questo tipo di musica era cantato da soli uomini. Il primo concerto si tenne a San Francisco, il 27 giugno 1978, all'Old Mission Dolores. Qui, nello stesso luogo del primo evento pubblico, si terrà il concerto celebrativo del quarantennale del gruppo, il 27 Giugno 2018. Un evento che vedrà la partecipazione anche di alcuni vecchi membri. Il coro infatti, lungo questi quarant'anni di attività, ha spesso alternato e cambiato cantanti, per un totale che attualmente supera i 120 cantori.
All'inizio l'ensemble era costituito da dieci cantori ma l'organico poteva variare da otto a dodici esecutori in funzione dei lavori eseguiti. Attualmente è costituito da dodici elementi:
- 1 basso
- 1 basso-baritonale
- 1 baritono
- 3 tenori
- 3 alti
- 3 sopranisti

Nel 2000 Chanticleer ha vinto un Grammy Award come miglior piccolo ensemble per il CD Colors of Love — di Thomas, Stucky, Tavener e Rands.
Nel maggio 2007 Chanticleer ha realizzato And On Earth, Peace: A Chanticleer Mass (Warner Classics) una nuova messa scritta da cinque compositori contemporanei. La messa è stata eseguita in prima mondiale al Metropolitan Museum of Art di New York. Il New York Times ha recensito lo spettacolo.
Il 16 ottobre 2007 Chanticleer ha realizzato Let it Snow in occasione del 29º anniversario della costituzione del gruppo. Alcuni dei brani dell'album sono stati realizzati con l'accompagnamento di un'orchestra. Questa è stata una vera novità rispetto allo stile del gruppo che aveva sempre eseguito musiche a cappella.
Nel novembre 2007 nel corso della loro 30ª stagione i Chanticleer sono stati insigniti del titolo di Ensemble musicale d'America 2008. Questa è stata la prima volta che il premio è stato assegnato ad un ensemble vocale.

## Organico attuale
(Fonte: )
- Eric Alatorre (basso)
- Marques Jerrell Ruff (basso-baritonale)
- Matthew Knickman (baritono)
- Michael Bresnahan (tenore)
- Brian Hinman (tenore)
- Ben Jones (tenore)
- Cortez Mitchell (alto)
- Alan Reinhardt (alto)
- Adam Ward (alto)
- Nate Pence (soprano)
- Darita Mara Seth (soprano)
- Kory Reid (soprano)